# إسماعيل كورتيناس
إسماعيل كورتيناس (بالإسبانية: Ismael Cortinas) (و. 1884 – 1940 م) هو كاتب، وسياسي، وصحفي من الأوروغواي.